# Sous-marin anaérobie
Pour les articles homonymes, voir AIP.

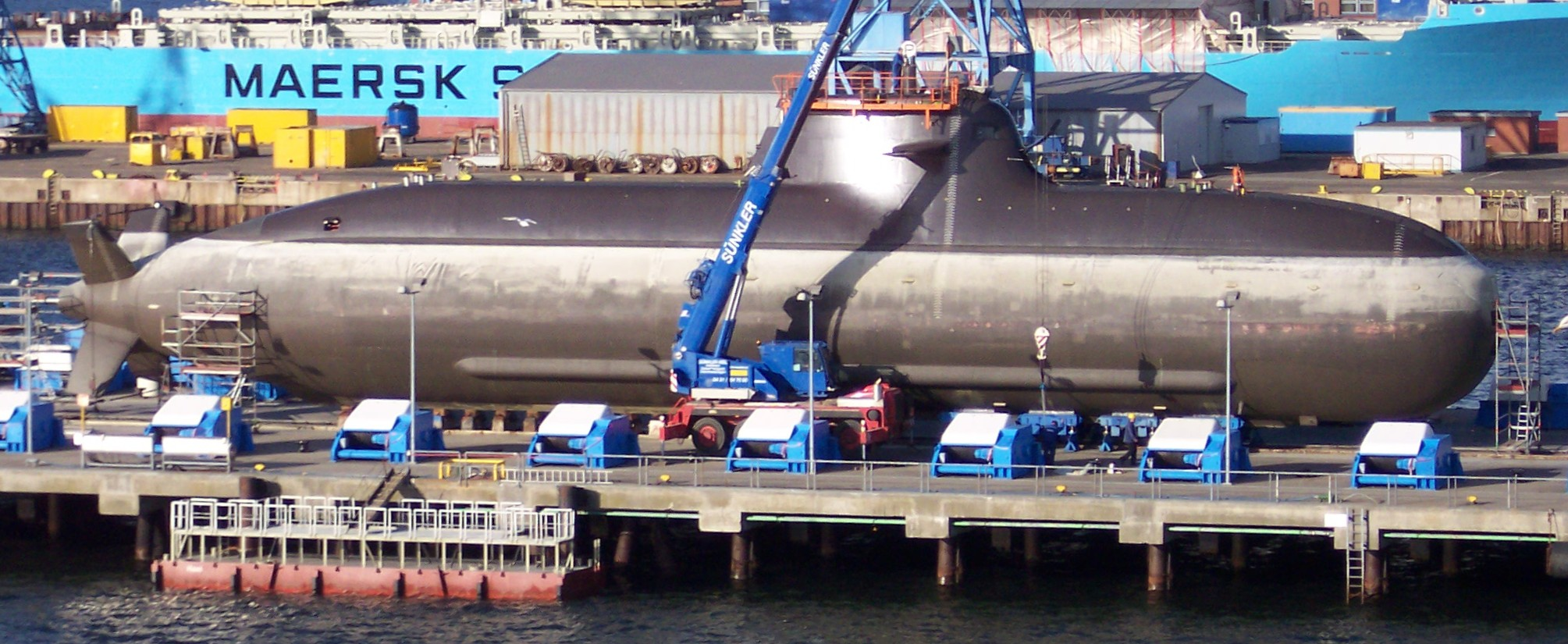
Sous-marin allemand HDW type 212, équipé de propulsion anaérobie.

Les systèmes de propulsion anaérobie (ou AIP, abréviation de Air Independent Propulsion en anglais) sont un type relativement récent de systèmes de propulsion pour sous-marins pouvant fonctionner longtemps sans utiliser d'air extérieur, ce qui évite au sous-marin anaérobie d'utiliser son tube à air (schnorchel), lequel augmente sa vulnérabilité. Le système de propulsion anaérobie apporte aux sous-marins d'attaque conventionnels une amélioration notable de leur autonomie en plongée (quelques jours contre quelques dizaines d'heures pour un sous-marin à propulsion classique) et par conséquent de leur discrétion, leur furtivité.
Les systèmes de propulsion anaérobie fiables sont relativement récents (une vingtaine d'années), et font appel à plusieurs techniques (et donc à des performances variables), allant du simple ajout de réserves d'oxygène liquide à un sous-marin Diesel-électrique à des technologies récentes comme la pile à combustible.
Leur développement depuis le début du XXIe siècle et leurs performances constituent un avantage certain pour des pays qui n'ont pas accès à la propulsion nucléaire, très chère. Ces systèmes ne sont pas totalement indépendants de l'atmosphère, comme peut l'être la propulsion nucléaire permettant de rester plusieurs mois en plongée et de maintenir dans la durée des vitesses importantes. Ces bâtiments nucléaires se font malgré tout maintenant concurrencer sur le plan de la furtivité sonore.
À partir des années 2020, ce type de propulsion est remplacé par l'usage de batteries lithium-ion (aux performances très supérieures aux batteries plomb-acide), d'un usage moins complexe, nécessitant une maintenance moins lourde et moins onéreuse que l'AIP.

## Historique

### Recherches de l'avant-nucléaire
Les limitations des sous-marins classiques à propulsion Diesel-électrique sont pénalisantes. En plongée, ils utilisent un moteur électrique alimenté par une batterie qu'ils doivent recharger fréquemment en utilisant un moteur Diesel couplé à un alternateur. Le moteur Diesel nécessitant de l'oxygène pour fonctionner, le sous-marin est contraint de l'alimenter en air extérieur en faisant surface ou en venant à l'immersion périscopique pour hisser un tube spécial (le schnorchel). Le sous-marin est alors susceptible d'être détecté par radar (détection du périscope et du tube d'air), par des capteurs infrarouges voire chimiques (détection des gaz d'échappement) ou par sonar passif (bruit des moteurs Diesel et des hélices). De plus, la capacité des batteries ne permet pas des plongées d'une durée de plus de 48 heures (réservées aux opérations et exercices militaires en condition[réf. nécessaire]). Durée d'autant plus limitée qu'un minimum de réserve de sécurité (vers 30 %) pour parer aux imprévus est souhaitable. Pour des plongées longues, il faut des économies drastiques, des vitesses de l'ordre de quelques nœuds (maximum cinq, c'est-à-dire des vitesses de déplacement lentes). Concrètement, ces sous-marins utilisent leurs moteurs Diesel plusieurs heures par jour. Cela limite leur rayon d'action et opérationnel sauf à rester à l’affut et presque immobile.
Pour pallier ces limitations, les puissances maritimes tentèrent de concevoir des systèmes de propulsion plus efficaces, autorisant des plongées de plus longue durée avec une vitesse en plongée et un rayon d'action plus grands. Pendant la Seconde Guerre mondiale, deux concepts d'AIP furent explorés par l'URSS et l'Allemagne : le moteur Diesel en circuit fermé, et la turbine Walter au peroxyde d'hydrogène.

#### La Seconde Guerre mondiale: expérimentations soviétiques et allemandes
L'URSS expérimente le moteur Diesel en circuit fermé dans le sous-marin expérimental M-401 dont les essais durent de 1940 à 1945 ; l'effort de guerre fit qu'aucun sous-marin utilisant ce procédé ne fut construit avant la fin de la guerre.
De son côté, l'Allemagne chercha également à mettre au point des U-Boote plus performants en se tournant vers la turbine inventée par le professeur Hellmuth Walter, qui utilisait du peroxyde d'hydrogène à forte concentration comme carburant, sans nécessiter d'oxygène. Plusieurs projets d'U-Boots (types XVII, XVIII et XXVI) sont conçus avec ce carburant sans qu'aucun ne soit achevé. De plus, le peroxyde d'hydrogène se montre instable et donc trop peu sûr pour être utilisé dans un sous-marin opérationnel.

### La Guerre froide et le triomphe de la propulsion atomique
Après la Seconde Guerre mondiale, les vainqueurs eurent connaissance des recherches allemandes et se lancèrent dans les études des turbines Walter. Les expérimentations ne commencèrent qu'avec l'augmentation des budgets militaires au début de la guerre froide et se heurtèrent aux questions de sécurité. Rapidement, l'arrivée de la propulsion nucléaire, bien plus performante et plus sûre, fit abandonner ces recherches : 
- aux États-Unis, le service de recherche de l'US Navy d'Annapolis testa une turbine de ce type sur le sous-marin expérimental X-1 ; rapidement les États-Unis se concentrèrent sur les sous-marins nucléaires. Ils abandonnèrent toutes les recherches sur les autres types de propulsion. De ce fait tous les sous-marins américains depuis les années 1950 sont nucléaires ;
- la Royal Navy renfloue l'U-1407 (HMS Meteorite) puis installe une turbine Walter expérimentale dans les deux unités de la classe Explorer, dont l’HMS Excalibur. Les résultats furent peu probants et le défaut de sécurité posa des difficultés (certains surnommant le sous-marin « HMS bombe à retardement »). La marine britannique se tournant peu après vers le nucléaire, ces recherches furent abandonnées ;
- l'URSS construisit à partir de 1952 le sous-marin expérimental no 617 pour essayer une turbine Walter. Mis en service en 1958, le navire subit une explosion meurtrière l'année suivante, qui mit fin au programme.

Bien que les Soviétiques se soient aussi concentrés sur la propulsion nucléaire, ils continuèrent leurs recherches sur les moteurs Diesel en circuit fermé, démarrées avec le M-401, jusqu'à mettre en service les premiers sous-marins à propulsion anaérobie opérationnels au monde. De 1953 à 1957, alors que le malheureux sous-marin no 617 était en construction, ils lancèrent trente sous-marins de la classe Québec (projet 615). Les performances de ces sous-marins restaient très inférieures à celles des sous-marins nucléaires d'attaque et leur manque de sécurité fut rédhibitoire. Des incendies et explosions se produisirent, entraînant notamment la perte du M-256. Les sous-mariniers russes surnommèrent la classe Québec « allume-cigarettes ». La propension du système soviétique à exploiter tout matériel fit que ces sous-marins ne furent retirés du service qu'au milieu des années 1970.

## Systèmes AIP
Il existe quatre types d'AIP :
- moteurs Diesel en circuit fermé (réserve d'oxygène à bord) ;
- moteurs Stirling (moteur à combustion externe), ex. classe Gotland, Suède ;
- turbines (cf. cycle de Rankine) fonctionnant par exemple avec des vapeurs d'éthanol, ex. procédé MESMA sur les classes Agosta 90B et Scorpène Basic-AIP (construits en France par DCNS pour le Pakistan, la Malaisie et le Chili) ;
- piles à combustible, ex. U-Boot de type 212, Allemagne.

### Sous-marins équipés de propulsion anaérobie
- U-Boot U-Boot de type XVII, de type XVIII et de type XXVI (turbine Walter)
- Projet 615 et A615 (classe Québec)
- classe Gotland et classe Södermanland modernisée (moteur Stirling de la firme Kockums)
- Allemagne HDW type 212 (U-31) et type 214 (pile à combustible)
- proposée sur les sous-marins de la classe Kilo modernisée pour l'export et de la classe Amour 1650, également à l'export, dont aucun n'est fabriqué
- classe Ming (expérimental) et classe Yuan ?
- France Scorpene Basic-AIP et classe Agosta 90B (module MESMA), cependant, la dernière version du Scorpene, le Scorpene evolved adopte la technologie des batteries lithium-ion sans AIP[1]
- sous-marin expérimental Asashio, classe Oyashio modernisée (moteur Stirling)
- classe S1000
- classe Sōryū (moteur Stirling de la firme Kockums)
- Espagne Classe S-80.